# Celli ripieni
I celli ripieni (o "cillarchien" in dialetto teramano, o "cillarichijene" in provincia di Chieti) sono un tipico dolce dell'Abruzzo. Gli ingredienti principali sono: marmellata d'uva nera (la cosiddetta scurchjiata), noci, mandorle e scorza d'arancia grattugiata. Fanno parte dei Prodotti agroalimentari tradizionali abruzzesi.